# Нерчинлаг
Нерчинла́г (Не́рчинский исправи́тельно-трудово́й ла́герь, укр. Нерчинський виправно-трудовий табір) — підрозділ, що діяв у складі Головного управління виправно-трудових таборів Народного комісаріату внутрішніх справ СРСР.

## Історія
Нерчинлаг був створений 19 березня 1941 року. Управління табором розташовувалося у місті Нерчинськ (Читинська область). В оперативному командуванні Нерчинлаг підкорявся Головному управлінню таборів промислового будівництва (ГУТПБ). 
Станом на 15 червня 1941 року кількість в'язнів досягала 636 осіб.
Нерчинлаг завершив своє існування вже через декілька місяців після відкриття і був ліквідований 28 червня 1941 року.

## Виробництво
Основним видом виробничої діяльності в'язнів були будівельні роботи на об'єктах Нерчинського цементного заводу. 